# 杜夔
杜夔（？—？），字公良，三國時代河南人。古代音樂家。

## 生平
因精通音樂而被任命為雅樂郎，漢靈帝中平五年（188年）因病辭官，後避難至荊州。時荊州牧劉表命其與孟曜同為天子編雅樂，又想在聽堂演奏，杜夔勸說其不妥，劉表接受他的意見。
後劉表之子劉琮投降曹操，曹操任命杜夔為軍諮祭酒，並命其創作雅樂。
杜夔擅長音律，除歌舞外，絲竹八音皆能，其時他集各家之所長，教授講集，製作樂器，對恢復古樂有莫大貢獻。
黃初年間，任太樂令，協律都尉。其時有一鑄鐘工名柴玉，有創意，作出了很多形狀特別的鐘，達官貴人都知道他的名字。杜夔命他作鐘，認為其鐘的聲韻清濁皆不合法度，常命他重做。柴玉因而討厭杜夔，說其任意改變清濁的標準。兩人後來都向曹操投訴，操命人把鐘試驗，才發現杜夔有理，貶柴玉和其兒子為養馬工。
後來因在魏文帝命其在客人前吹笙鼓琴而面有難色，漸被文帝疏遠，後又因其他緣故而被拘捕。文帝派人向杜夔學藝，杜夔認為其所學的是雅樂，以仕宦為本位，心中不滿，因而被免職，不久後過世。
據《三國志》記載，在杜夔死後，雖然仍有後來者能精通音樂，但已不能像杜夔般保存雅樂。

## 延伸阅读
[在维基数据编辑]
 《三國志·卷29》，出自陳壽《三國志》